# Joachim Krausse

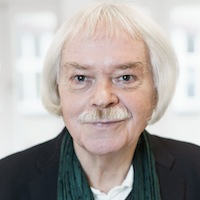
Jo Krausse (2015)

Joachim „Jo“ Krausse (* 1943) ist ein deutscher Hochschullehrer und Publizist. Er ist seit 1999  Professor für Designtheorie an der Hochschule Anhalt (FH) in Dessau.

## Werdegang
Krausse war u. a. wissenschaftlicher Mitarbeiter und Dozent an der Hochschule der Künste, Berlin. Seit 1992 schreibt er regelmäßig Beiträge für die Architekturzeitschrift Arch+. Er veröffentlichte Bücher und Artikel und beteiligte sich an der Produktion von Ausstellungen und Dokumentarfilmen. 2009 bis 2010 war er Senior Fellow am Internationalen Kolleg für Kulturwissenschaft und Medienphilosophie (IKKM) in Weimar. Seit 2012 ist er Fellow der Stiftung Bauhaus Dessau.

## Forschungsschwerpunkte
Seine Forschungsschwerpunkte sind Theorie und Geschichte der Architektur, Technologie und Kunst sowie die Arbeiten von Richard Buckminster Fuller.

## Werke
- Joachim Krausse, Dietmar Ropohl, Walter Scheiffele: Vom großen Refraktor zum Einsteinturm / From the great refractor to the Einstein tower. Dessau: 2002.
- Joachim Krausse, Claude Lichtenstein: Your Private Sky: R. Buckminster Fuller. 2 Bde. Baden: 2000, 2001.
- Buckminster Fuller und die Ephemerisierung der Architektur. In: arch+: Wohltemperierte Architektur, 113 (9/1992), 72–81.
- Ich bin im Bilde. Fotografie und Alltagskultur 1918-1985. Berlin: 1987.
- Unsichtbare Architektur. Knud Lönberg-Holm und die Structural Studies Associates. Nürnberg: 2011.

| Personendaten    | Personendaten                           |
| ---------------- | --------------------------------------- |
| NAME             | Krausse, Joachim                        |
| ALTERNATIVNAMEN  | Krausse, Jo (Spitzname)                 |
| KURZBESCHREIBUNG | deutscher Hochschullehrer und Publizist |
| GEBURTSDATUM     | 1943                                    |